# Gampsocera triplex
Gampsocera triplex är en tvåvingeart som beskrevs av Becker 1911. Gampsocera triplex ingår i släktet Gampsocera och familjen fritflugor. Inga underarter finns listade i Catalogue of Life.